# 람세스 6세

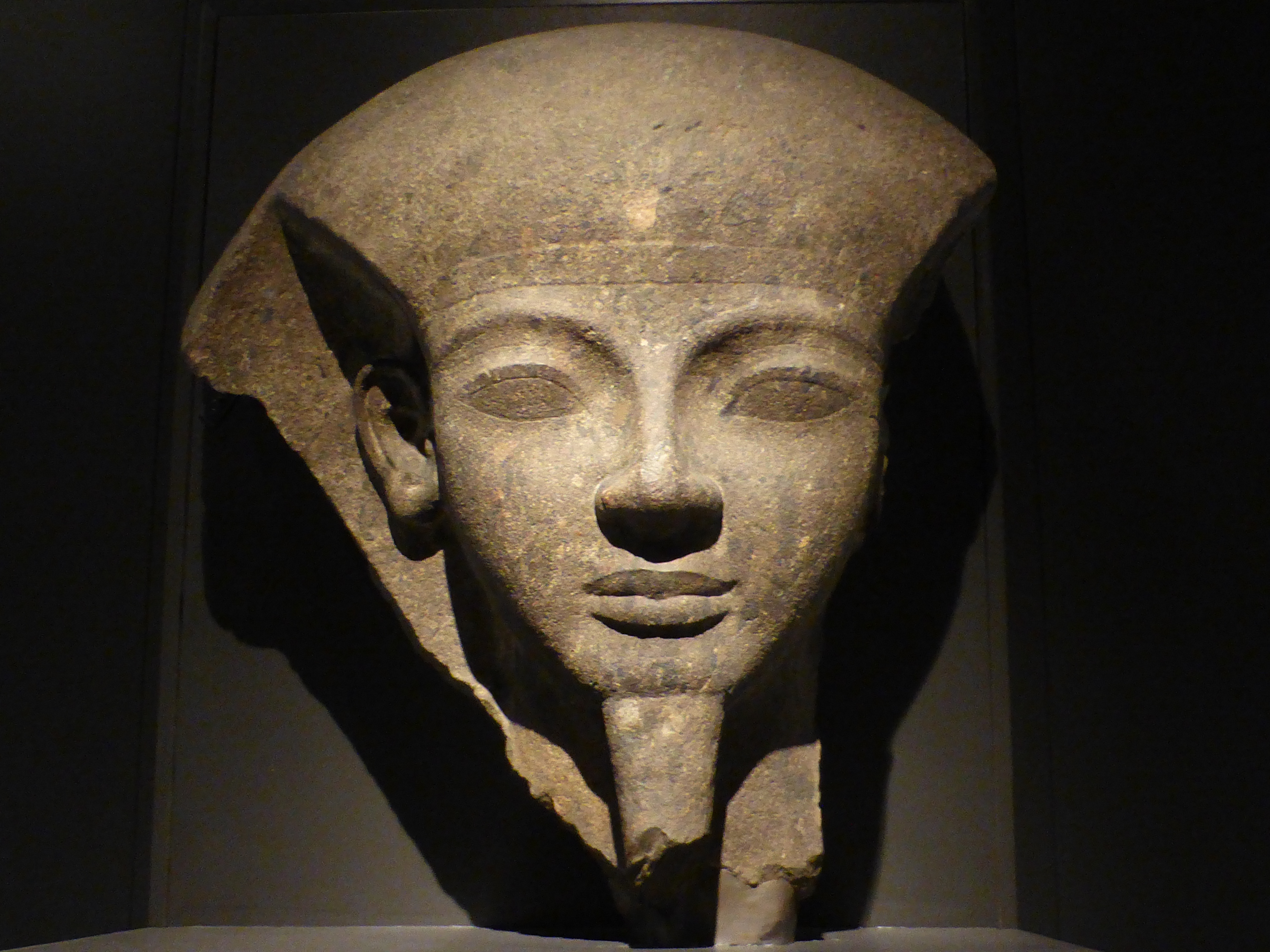

람세스 6세(Ramesses VI Nebmaatre-Meryamun, 때때로 람세스/Ramses 또는 라메세스/Rameses로 기록됨)은 이집트 제20왕조의 다섯 번째 통치자였다. 기원전 12세기 중후반에 약 8년 동안 통치했으며 람세스 3세와 여왕 이세트 타-헴제르트의 아들이었다. 왕실 서기 및 기병 장군의 직함을 맡았다. 그의 뒤를 이어 그의 아들인 람세스 7세가 왕위를 물려받았다.